# Strange Impersonation
Strange Impersonation is een Amerikaanse film noir uit 1946 onder regie van Anthony Mann. Destijds werd de film in Nederland uitgebracht onder de titel Vrouwenduel.

## Verhaal
De wetenschapster Nora Goodrich verricht baanbrekend werk op het gebied van anesthesie. Wanneer een collega uit afgunst een proefneming dwarsboomt, wordt haar gezicht zwaar verminkt. Nora kan later de identiteit overnemen van de krankzinnige zangeres Jane Karaski. Door middel van plastische chirurgie neemt ze de gedaante aan van Jane en ze slaagt erin om een nieuwe loopbaan op te bouwen. Ze heeft ook wraak in de zin.

## Rolverdeling
| Acteur          | Personage               |
| --------------- | ----------------------- |
| Brenda Marshall | Nora Goodrich           |
| William Gargan  | Dr. Stephen Lindstrom   |
| Hillary Brooke  | Arline Cole             |
| George Chandler | Jeremiah W. Rinse       |
| Ruth Ford       | Jane Karaski            |
| H.B. Warner     | Dr. Mansfield           |
| Lyle Talbot     | Inspecteur Malloy       |
| Mary Treen      | Spraakzame verpleegster |
| Cay Forester    | Juffrouw Roper          |
| Dick Scott      | Politie-inspecteur      |